# François Tombalbaye
Francois Tombalbaye (15. lipnja 1918. – 13. travnja 1975.), poznat i kao N'Garta Tombalbaye, pokojni afrički vođa, učitelj i sindikalni aktivist koji je obnašao dužnost prvog predsjednika Čada.

## Životopis
Bio je pripadnik naroda Sara. Kao predsjednik Čadske napredne stranke(PPT) ujedinio sjever i jug zemlje. Izolirao je agresivne i ekstremne islamske fanatike u središnjim dijelovima Čada. Nakon stečene neovisnosti jedno je vrijeme bio umjeren državnik, ali je s vremenom postao diktator, te stvorio jednostranačku državu, kao i mnogi njegovi suvremenici.
1965. godine, prilikom protesta protiv njegove vlasti, poginulo je oko 500 ljudi. 1968. bio je u SAD-u i razgovarao s predsjednikom Lyndonom B. Johnsonom. Kao odgovor na nerede, raspustio je Nacionalnu Skupštinu, te pozvao je Francusku u pomoć. Francuzi su su pristali, ali je Tombalbaye 1969. morao provesti velike reforme u svom režimu. godine. Proveo je nacionalizaciju, povećao poreze, te bio vrlo okrutan. 
Na vanjskom planu sukobljavao se s Libijom i njezinim vođom Gadafijem. 
Promijenio je ime glavnog grada iz Fort-Lamy u N'Djamena, a svoje iz Francois u N'Garta. Zabranio je kršćanstvo, protjerao misionare, a svi muškarci koji nisu bili islamske vjere u dobi od 16 do 50 godina morali su proći određene obrede da bi napredovali u svom poslu. 
Suša koja je nastupila 1970-ih izazvala je njegove još neshvatljivije poteze. Kad je u jednom trenutku uhitio preko 1000 političkih protivnika, oporba se pobunila. Izvršen je puč, a na vlast je postavljena vojska. Tombalbayea su ubili časnici 1975.